# Journée internationale des femmes rurales

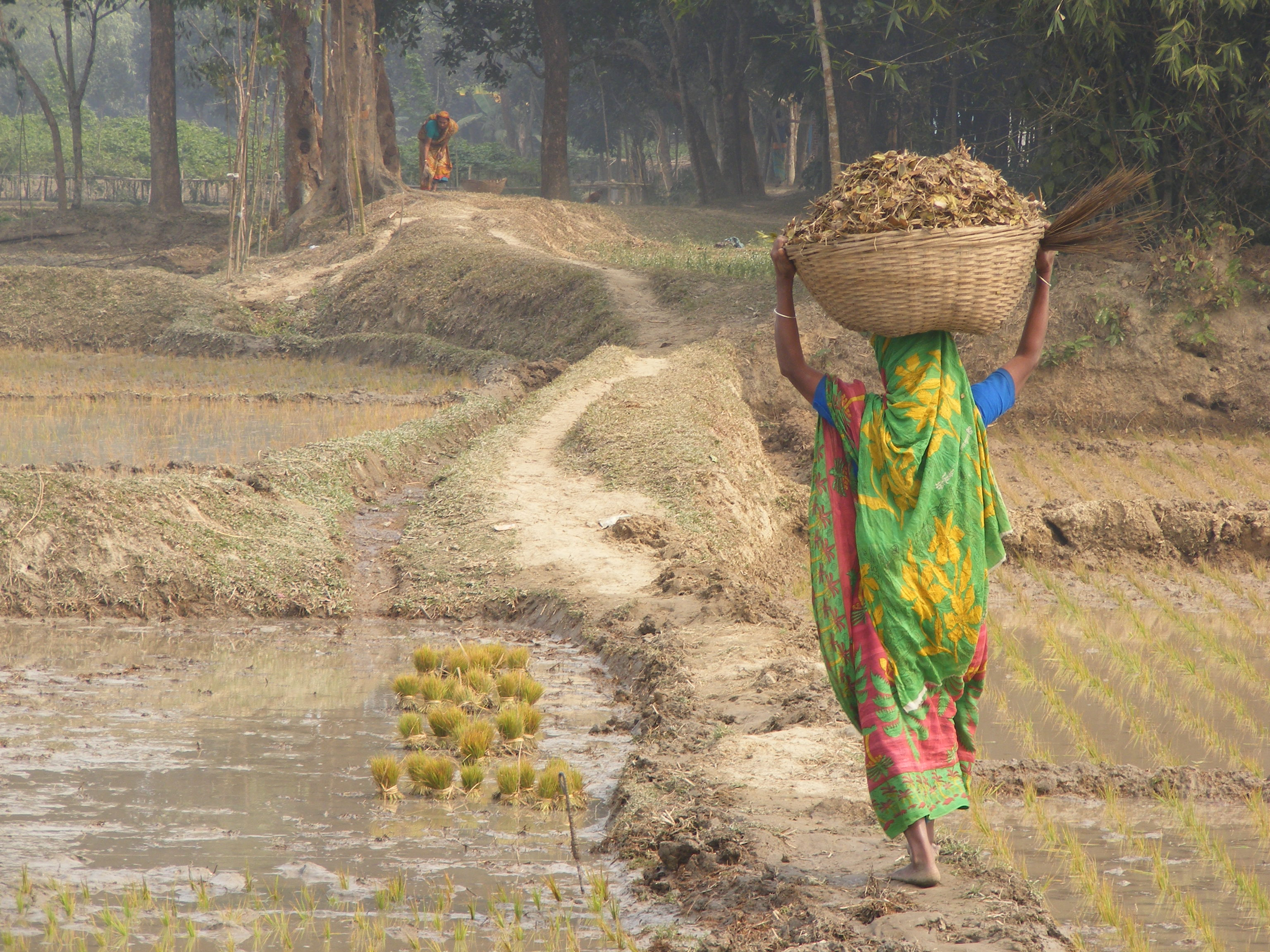
Une femme de zone rurale.

La Journée internationale des femmes rurales a lieu chaque année le 15 octobre. C'est une journée internationale mettant en lumière le rôle et la situation des femmes des zones rurales, tout en les célébrant. Le travail de ces femmes est en effet important pour la sécurité alimentaire et la nutrition partout dans le monde.

## Les femmes rurales dans le monde: notion et constats

### Les femmes rurales
Cette journée met en valeur l'implication des femmes rurales, qui vivent et travaillent dans les campagnes et qui dépendent essentiellement des ressources naturelles et de l'agriculture pour vivre, gagner leur vie et permettre aux autres de se nourrir ; cela en étant souvent agricultrices, entrepreneures ou salariées agricoles, de façon formelle ou informelle voire les deux à la fois,. Leur travail consiste notamment à produire, transformer et vendre des produits agricoles, dont les produits alimentaires. Souvent, comparativement aux hommes, les femmes et les filles de zones rurales ont aussi un accès réduit à des services de base (eau, services de santé, instruction scolaire). En plus de leur situation de vie en zone rurale, elles rencontrent aussi des problématiques d'autres femmes, telles que le fait d'être les principales personnes chargées des tâches domestiques et des soins à leur famille ou leur communauté, sans rémunération,. De plus, des normes sociales et des lois discriminatoires, ainsi que des obstacles structurels comme le moindre accès à des services bancaires peuvent amoindrir leurs possibilités de décision,,.
Lors d'une crise sanitaire ou économique, elles sont souvent plus touchées que leurs homologues masculins et ce dans plusieurs dimensions de leur vie dont la « sécurité alimentaire et la nutrition, le manque de temps, l’accès aux établissements de santé, aux services et aux débouchés économiques, et la violence sexiste ». L'isolement est aussi source de souffrance, de même que le manque d'accès à des informations de qualité et le manque d'accès à des technologies qui pourraient améliorer leurs conditions de travail et leur vie.
Dans le monde, elles représentent plus du quart de la population et 43% de la main-d'œuvre agricole — dont environ 40 % de cette main-d’œuvre dans les pays en développement, avec plus de 50 % de celle-ci dans certains pays d'Afrique ou d'Asie, et moins de 20 % en Amérique latine. Moins de 20 % des propriétaires terriens sont des femmes et elles rencontrent davantage que les hommes des difficultés d'accès à des services financiers, la protection sociale et aux syndicats. Les écarts de rémunération entre hommes et femmes sont parfois de 40 %, en défaveur des femmes. Partout dans le monde, les milieux ruraux ont un taux de pauvreté plus élevé que les milieux urbains. Actuellement, 89 % de l'emploi agricole dans le monde est situé en zone rurale, le reste étant en zone urbaine. En parallèle à cela, les travailleurs habitant en zone rurale n'ont des emplois agricoles que pour 49 % d'entre eux — d'autres travailleurs étant par exemple dans les secteurs de l'industrie manufacturière ou de la construction.
Les femmes rurales contribuent à la vie de leurs familles et communautés ainsi qu'à réduire la faim et la pauvreté dans le monde ; ce point est un élément important à prendre en compte en vue notamment d'atteindre les Objectifs de développement durable qu'a défini l'Organisation des Nations unies (ONU). De plus, ces femmes ont ou peuvent avoir un rôle important dans la sauvegarde de l'environnement et la protection du climat,.

### Impact de la pandémie de Covid-19
La pandémie de Covid-19 a un impact important sur ces populations avec notamment une augmentation de la charge mentale et de travail qu'elles subissent, avec l'augmentation de celle concernant les enfants quand les écoles sont fermées ou lorsque des proches tombent malades. Les femmes ont également été plus impactées dans leur activité agricole que les hommes.

## Historique de la Journée internationale des femmes rurales
Dans sa résolution 62/136 du 18 décembre 2007, l'Assemblée générale des Nations unies (ONU) fait du 15 octobre la journée internationale annuelle des femmes rurales, laquelle a eu lieu pour la première fois en 2008. Cette journée promeut et reconnaît les femmes rurales et leur rôle important dans le fait de renforcer le développement agricole et rural, ainsi que l'amélioration de la sécurité alimentaire et l'élimination de la pauvreté dans le milieu rural,. Elle est également l'occasion de sensibiliser et informer la communauté internationale quant à leur situation et leurs rôles, ainsi que sur les difficultés qu'elles rencontrent.